# La Chapelle-aux-Naux
La Chapelle-aux-Naux är en kommun i departementet Indre-et-Loire i regionen Centre-Val de Loire i de centrala delarna av Frankrike. Kommunen ligger i kantonen Azay-le-Rideau som tillhör arrondissementet Chinon. År 2022 hade La Chapelle-aux-Naux 558 invånare.

## Befolkningsutveckling
Antalet invånare i kommunen La Chapelle-aux-Naux
Referens:INSEE